# Episodi di Hawaii Squadra Cinque Zero (seconda stagione)
La seconda stagione della serie televisiva Hawaii Squadra Cinque Zero venne trasmessa in prima visione negli Stati Uniti da CBS dal 24 settembre 1969 all'11 marzo 1970.
| nº | Titolo originale                    | Titolo italiano             | Prima TV USA      | Prima TV Italia |
| -- | ----------------------------------- | --------------------------- | ----------------- | --------------- |
| 1  | A Thousand Pardons - You're Dead!   | Mille scuse, sei morto      | 24 settembre 1969 |                 |
| 2  | To Hell with Babe Ruth              | All'inferno con Babe Ruth   | 1º ottobre 1969   |                 |
| 3  | Forty Feet High and It Kills!       | Un vecchio nemico           | 8 ottobre 1969    |                 |
| 4  | Just Lucky, I Guess                 | Solo fortuna, in fondo      | 15 ottobre 1969   |                 |
| 5  | Savage Sunday                       | Una domenica selvaggia      | 22 ottobre 1969   |                 |
| 6  | A Bullet for McGarrett              | Un proiettile per McGarrett | 29 ottobre 1969   |                 |
| 7  | Sweet Terror                        | Dolce terrore               | 5 novembre 1969   |                 |
| 8  | King Kamehameha Blues               | Il mantello del re          | 12 novembre 1969  |                 |
| 9  | Singapore File                      | Il caso Ravasco             | 19 novembre 1969  |                 |
| 10 | All the King's Horses               | Tutti i cavalli del re      | 26 novembre 1969  |                 |
| 11 | Leopard on the Rock                 | Il tiranno                  | 3 dicembre 1969   |                 |
| 12 | The Devil and Mr. Frog              | Il riscatto                 | 10 dicembre 1969  |                 |
| 13 | The Joker's Wild, Man, Wild!        | Giochi pericolosi           | 17 dicembre 1969  |                 |
| 14 | Which Way Did They Go?              | Dove sono finiti?           | 24 dicembre 1969  |                 |
| 15 | Blind Tiger                         | Amara sorpresa              | 31 dicembre 1969  |                 |
| 16 | Bored She Hung Herself              | -                           | 7 gennaio 1970    | -               |
| 17 | Run, Johnny, Run                    | Corri, Johnny, corri        | 14 gennaio 1970   |                 |
| 18 | Killer Bee                          | L'ape assassina             | 21 gennaio 1970   |                 |
| 19 | The One with the Gun                | L'uomo con la pistola       | 28 gennaio 1970   |                 |
| 20 | Cry, Lie                            | Bugie                       | 4 febbraio 1970   |                 |
| 21 | Most Likely to Murder               | Troppo giovane per morire   | 11 febbraio 1970  |                 |
| 22 | Nightmare Road                      | Una trappola per Royce      | 18 febbraio 1970  |                 |
| 23 | Three Dead Cows at Makapuu (Part 1) | Batterio killer (1ª parte)  | 25 febbraio 1970  |                 |
| 24 | Three Dead Cows at Makapuu (Part 2) | Batterio killer (2ª parte)  | 4 marzo 1970      |                 |
| 25 | Kiss the Queen Goodbye              | La regina della Polinesia   | 11 marzo 1970     |                 |

## Mille scuse, sei morto
- Titolo originale: A Thousand Pardons - You're Dead!
- Diretto da: Nicholas Colasanto
- Scritto da: Mel Goldberg, Paul Harber

### Trama
Dopo i funerali di tre soldati deceduti in guerra in Vietnam, la Hawaii Squadra Cinque Zero scopre un soldato truffatore con rancore omicida.

## All'inferno con Babe Ruth
- Titolo originale: To Hell with Babe Ruth
- Diretto da: Nicholas Colasanto
- Scritto da: Anthony Lawrence

### Trama
Tra il 6 e il 7 dicembre, un giapponese ninja che era stato in un ospedale psichiatrico, esce per completare la sua missione iniziata 28 anni prima.

## Un vecchio nemico
- Titolo originale: Forty Feet High and It Kills!
- Diretto da: Michael O'Herlihy
- Scritto da: Edward J. "Ed" Lakso, Robert C. Dennis

### Trama
La paura si diffonde attraverso le Hawaii dopo le voci di una imminente ondata di marea, ma McGarrett scopre la vera minaccia: il criminale Wo Fat ha rapito un genetista di fama e i piani per utilizzare le scoperte dello scienziato per creare una razza superiore.

## Solo fortuna, in fondo
- Titolo originale: Just Lucky, I Guess
- Diretto da: Nicholas Colasanto
- Scritto da: Jay Roberts

### Trama
Una prostituta è stata uccisa da un gangster, ma l'unico testimone del delitto - una rispettabile cittadina venditrice di hardware - ha paura di testimoniare. Per catturare il killer, McGarrett usa una bella poliziotta sotto copertura come esca.

## Una domenica selvaggia
- Titolo originale: Savage Sunday
- Diretto da: Reza Badiyi
- Scritto da: Palmer Thompson

### Trama
Dopo che una banda di rivoluzionari stranieri ha rubato le armi da un'armeria, la Hawaii Squadra Cinque Zero si mobilita per sconfiggere i terroristi.

## Un proiettile per McGarrett
- Titolo originale: A Bullet for McGarrett
- Diretto da: Paul Stanley
- Scritto da: Jay Roberts, Anthony Lawrence

### Trama
Un professore di psicologia, discepolo di Wo Fat, sta usando il potere dell'ipnosi per trasformare i cittadini in assassini. Steve McGarrett deve fermare questi giochi mentali prima che diventi il prossimo obiettivo dell'ipnotizzatore.

## Dolce terrore
- Titolo originale: Sweet Terror
- Diretto da: Richard Benedict
- Scritto da: Robert C. Dennis

### Trama
Con l'industria dello zucchero le Hawaii diventano un bersaglio terroristico per la guerra batteriologica. Può la Hawaii Squadra Cinque Zero fermare il conseguente sabotaggio?

## Il mantello del re
- Titolo originale: King Kamehameha Blues
- Diretto da: Barry Shear
- Scritto da: Robert Hamner

### Trama
Uno dei manufatti più preziosi delle Hawaii, la veste del defunto re Kamehameha, è stato rubato. McGarrett persegue il furto ad un gruppo di anti-establishment di studenti universitari.

## Il caso Ravasco
- Titolo originale: Singapore File
- Diretto da: Robert Gist
- Scritto da: Robert C. Dennis

### Trama
Per inchiodare un gangster locale per omicidio, Steve McGarrett deve viaggiare a Singapore per trasportare il testimone del crimine. Il testimone è una donna seducente che è stanca di scappare dal suo passato.

## Tutti i cavalli del re
- Titolo originale: All the King's Horses
- Diretto da: Richard Benedict
- Scritto da: William Robert Yates

### Trama
La Hawaii Squadra Cinque Zero indaga sul caso di un ex-truffatore, che sarebbe a capo di un sindacato criminale locale, ma McGarrett cerca di seguire la propria intuizione per cui l'indagato sarebbe accusato per degli affari sporchi.

## Il tiranno
- Titolo originale: Leopard on the Rock
- Diretto da: Irving J. Moore
- Scritto da: Palmer Thompson

### Trama
Quando l'aereo che trasportava un dittatore disprezzato è costretto a un atterraggio d'emergenza alle Hawaii, per il leader noto è contrassegnata per la morte ed è compito della Hawaii Squadra Cinque Zero proteggerlo.

## Il riscatto
- Titolo originale: The Devil and Mr. Frog
- Diretto da: Michael O'Herlihy
- Scritto da: Robert Lewin, Robert C. Dennis

### Trama
Dopo un ragazzo che un ragazzo sequestrato sfugge ai suoi rapitori, la Hawaii Squadra Cinque Zero arruola il padre del ragazzo per recuperare il proprio riscatto offerto agli estorsori. L'unico indizio che McGarrett possiede per rintracciare il riscatto è scritto proprio dallo stesso ragazzo: "una rana e il diavolo".

## Giochi pericolosi
- Titolo originale: The Joker's Wild, Man, Wild!
- Diretto da: Gene Nelson
- Scritto da: Jack Turley

### Trama
La posta in gioco è mortalmente alta quando un ragazzo di spiaggia e un playboy vengono attirati da una seducente ereditiera in un gioco di carte bizzarro.

## Dove sono finiti?
- Titolo originale: Which Way Did They Go?
- Diretto da: Abner Biberman
- Scritto da: Meyer Dolinsky

### Trama
Dopo l'incontro con un vecchio amico di McGarrett, questo rapina una banca sotto il naso della Hawaii Squadra Cinque Zero. McGarrett segue un percorso a Hong Kong per agguantare il ladro del brillante.

## Amara sorpresa
- Titolo originale: Blind Tiger
- Diretto da: Abner Biberman
- Scritto da: William Robert Yates, Jerome Coopersmith

### Trama
Una festa di compleanno a sorpresa per Steve McGarrett si conclude con un botto: un'autobomba esplode nella sua Parklane Mercury nera. L'esplosione provoca un'accecatura a McGarrett. Quando questi recupera dall'infortunio, la Hawaii Squadra Cinque Zero cerca sull'isola l'aspirante killer.

## Bored She Hung Herself
- Titolo originale: Bored She Hung Herself
- Diretto da: John Newland
- Scritto da: Mel Goldberg

### Trama
Un giovane istruttore di yoga utilizza l'arte in modo che gli altri si impicchino, ma sopravvivendo. La Hawaii Squadra Cinque Zero scopre una donna che si è impiccata ed è morta.
- Curiosità: l'episodio non fu più ritrasmesso dagli anni 1970, e non è incluso nell'edizione home video della stagione. Secondo la moglie di Leonard Freeman, creatore della serie, mentre erano a colloquio con alcuni fan a una convention scoprirono che qualcuno aveva replicato una tecnica di legatura apparsa nell'episodio (descritta come pratica yoga, ma più verosimilmente una tecnica di asfissia autoerotica), perdendo la vita. Questa fu la ragione per cui l'episodio non venne né replicato né incluso nelle successive edizioni home video, negli Stati Uniti come nel resto del mondo.[1]

## Corri, Johnny, corri
- Titolo originale: Run, Johnny, Run
- Diretto da: Michael O'Herlihy
- Scritto da: Mel Goldberg

### Trama
Un marinaio AWOL è accusato di aver ucciso un poliziotto. Come ufficiali della Marina cercano di mettere in atto la propria giustizia, McGarrett deve proteggere il sospettato e risolvere il caso.

## L'ape assassina
- Titolo originale: Killer Bee
- Diretto da: Paul Stanley
- Scritto da: Anthony Lawrence

### Trama
Un veterano del Vietnam si rivela essere dietro i rapimenti di alcuni bambini del luogo. McGarrett, però, sospetta che un altro soldato con danni psicologici stia usando il rapitore per commettere questi crimini.

## L'uomo con la pistola
- Titolo originale: The One with the Gun
- Diretto da: Murray Golden
- Scritto da: Robert C. Dennis

### Trama
Dopo un gioco di carte avviene omicidio di un giovane, quindi il fratello della vittima si propone di trovare l'uomo responsabile. Ora la Hawaii Squadra Cinque Zero deve fermare il vigilante prima che un altro omicidio abbia luogo.

## Bugie
- Titolo originale: Cry, Lie
- Diretto da: Paul Stanley
- Scritto da: Preston Wood

### Trama
Quando Chin Ho Kelly è accusato di prendere una bustarella da un trafficante di droga, i membri della Hawaii Squadra Cinque Zero devono difendere uno di loro.

## Troppo giovane per morire
- Titolo originale: Most Likely to Murder
- Diretto da: Nicholas Colasanto
- Scritto da: Robert Hamner

### Trama
La moglie di un poliziotto è stato assassinata. Quando l'ufficiale rimasto vedovo cerca vendetta, Danny, suo amico da tempo, cerca di fermarlo.

## Una trappola per Royce
- Titolo originale: Nightmare Road
- Diretto da: John Newland
- Scritto da: Jack Turley

### Trama
Steve McGarrett incontra resistenza da parte degli agenti federali quando si tenta di scoprire il mistero dietro a una ricercatrice scomparsa dal suo incarico di governo importante.

## Batterio killer (1ª parte)
- Titolo originale: Three Dead Cows at Makapuu (Part 1)
- Diretto da: Marvin J. Chomsky
- Scritto da: Leonard Freeman

### Trama
Il Dr. Alexander Kline è sparito. Ha scoperto una mutazione biologica che egli chiama "ceppo Q", che ha intenzione di scatenare una protesta contro la guerra batteriologica.

## Batterio killer (2ª parte)
- Titolo originale: Three Dead Cows at Makapuu (Part 2)
- Diretto da: Marvin J. Chomsky
- Scritto da: Anthony Lawrence

### Trama
La Hawaii Squadra Cinque Zero ha fretta di trovare una provetta di "ceppo Q", che il dottor Kline ha nascosto e, se non verrà trovata entro 12 ore, devasterà le Hawaii.

## La regina della Polinesia
- Titolo originale: Kiss the Queen Goodbye
- Diretto da: Abner Biberman
- Scritto da: Jack Turley

### Trama
Un ladro di gioielli tenta di rubare un prezioso smeraldo, "La Regina della Polinesia", dal gala del governatore. Ma la Hawaii Squadra Cinque Zero sta aspettando il ladro - travestiti da operai durante l'evento.